# Ланкастер (Минесота)
Ланкастер (енгл. Lancaster) град је у америчкој савезној држави Минесота.

## Демографија
По попису из 2010. године број становника је 340, што је 23 (-6,3%) становника мање него 2000. године.
| Група             | 2000.       | 2010.       |
| Белци             | 355 (97,8%) | 333 (97,9%) |
| Афроамериканци    | 0 (0,0%)    | 0 (0,0%)    |
| Азијати           | 1 (0,3%)    | 2 (0,6%)    |
| Хиспаноамериканци | 4 (1,1%)    | 5 (1,5%)    |
| Укупно            | 363         | 340         |